# Ixora coralloraphis
Ixora coralloraphis är en måreväxtart som beskrevs av Cornelis Eliza Bertus Bremekamp. Ixora coralloraphis ingår i släktet Ixora och familjen måreväxter. Inga underarter finns listade i Catalogue of Life.